# بولينا شيلبين
بولينا سيرجيفنا شيليبن (الروسية:Полина Серге́евна Шелепень ، من مواليد 28 يوليو 1995) لاعبة متزلجة على الجليد متزلجة روسية. هي صاحبة الميدالية الفضية في سباق الجي بي مرتين (2009 ، 2011) وحصلت على الميدالية الفضية الوطنية الروسية للناشئين (2011 ، 2012). 

## حياتها شخصية
ولدت بولينا شليبن في 28 يوليو 1995 في موسكو ، روسيا.

## روابط خارجية
- بولينا شيلبين على موقع الاتحاد الدولي للتزلج (الإنجليزية)